# Salix brachycarpa
Salix brachycarpa är en videväxtart som beskrevs av Thomas Nuttall. Salix brachycarpa ingår i släktet viden, och familjen videväxter. Utöver nominatformen finns också underarten S. b. psammophila.